# José Clayton
Pour les articles homonymes, voir Clayton, Menezes et Ribeiro.
José Clayton, de son nom complet José Clayton Menezes Ribeiro, né le 21 mars 1974 à São Luis do Maranhão (Brésil), est un footballeur professionnel tuniso-brésilien reconverti en joueur amateur.

## Biographie
Il évolue au poste de défenseur latéral gauche au sein de plusieurs clubs de la Ligue I tunisienne mais aussi en Ligue 1 française. Son premier match en Ligue 1 française a lieu contre le Montpellier HSC (2-2) le 8 août 1998.
Bien que né au Brésil, Clayton passe la plus grande partie de sa carrière en Tunisie ; il s'y convertit à l'islam et épouse une femme originaire de Sousse. Il est d'ailleurs naturalisé juste avant la coupe du monde 1998 et peut ainsi participer à cette compétition sous les couleurs tunisiennes ; il le fait également lors de l'édition suivante, lors de la coupe d'Afrique des nations 2004 qu'il remporte, ainsi qu'à la coupe des confédérations 2005.

## Clubs
- ?-juillet 1994 : Moto Club (Brésil)
- juillet 1994-juillet 1998 : Étoile sportive du Sahel (Tunisie)
- juillet 1998-juillet 1999 : Sporting Club de Bastia (France)
- juillet 1999-juillet 2001 : Stade tunisien (Tunisie)
- juillet 2001-août 2005 : Espérance sportive de Tunis (Tunisie)
- août 2005-juillet 2006 : Al-Sadd Doha (Qatar)
- juillet-décembre 2006 : Sakaryaspor (Turquie)
- décembre 2006-juillet 2008 : Stade gabésien (Tunisie)

## Palmarès
- Coupe d'Afrique des nations : 2004
- Coupe d'Afrique des vainqueurs de coupe : 1997
- Supercoupe d'Afrique : 1998
- Championnat de Tunisie : 1997, 2002, 2003, 2004
- Coupe de Tunisie : 1996